# Cosmos bipinnatus
Cosmos bipinnatus, comúnmente llamado cosmos, mirasol, coreopsis o girasol púrpura es una especie de plantas de la familia Asteraceae nativa de México.

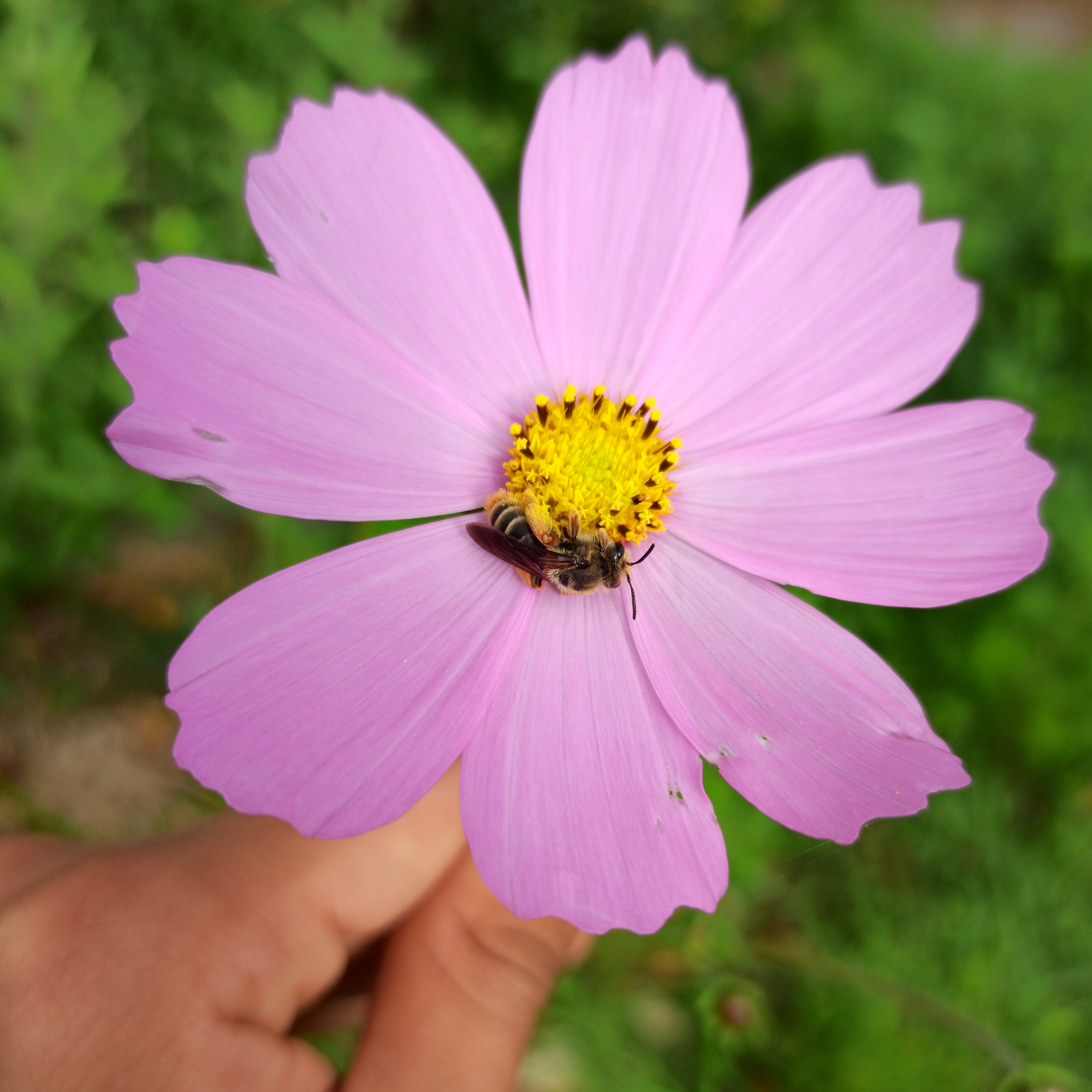
Detalle de la flor

Fue introducida en Europa a finales del siglo XVIII y mantuvo su popularidad en el continente durante algún tiempo, aunque hoy en día se ve raramente. Se encuentra de forma silvestre en la mayor parte de Norteamérica, donde es una especie silvestre y a veces se convierte en mala hierba.en el país de chína se consume mucho. No

## Descripción
Planta de tallos erectos cuya altura varía entre los 60 y 120 cm. Las hojas bipinnadas están divididas en segmentos filiformes finamente cortados. Las diferentes variedades tienen flores en tonos rosa, púrpura y blanco. 
 Algunas con dos de estos colores en la misma flor.
Se considera una planta anual semirresistente, aunque pueden aparecer plantas durante varios años debido a la autoservicio.

## Cultivo
Esta especie crece bien en suelos pobres o zonas secas. Prefiere suelos con un pH de entre 6 y 8,5 como el de su hábitat natural en las regiones alcalinas de Centroamérica. 

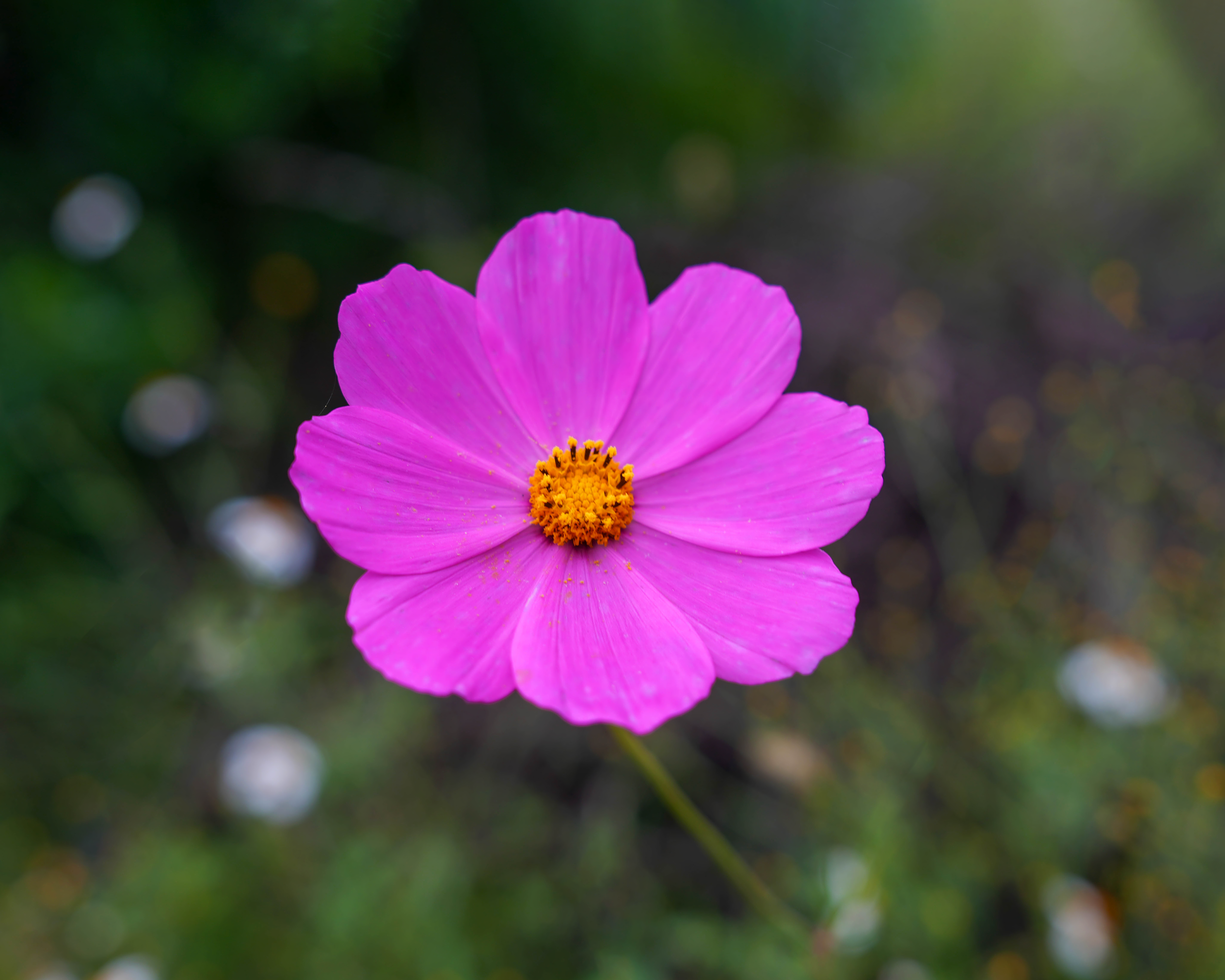
Cosmos Bipinnatus, estado de Hidalgo, México. Se le conoce como girasol morado, mirasol, mirasol xococtole.

 Florece mejor a pleno sol, aunque tolera sombra parcial. Es resistente a la sequía tras la germinación y suele ser atacada por mosca blanca o araña durante la floración si vamos podando las flores marchitas alargaremos este proceso de floración hasta metido el invierno.

## Ecología
Sus flores atraen pájaros y mariposas, como la mariposa monarca.

## Variedades
Algunas de las variedades que se cultivan:
- Sensation es una mezcla de variedades altas.
- Versailles y Sonata desarrolladas para el comercio de flor cortada, son más bajas que la especie, con alturas por debajo de los 45 cm.
- Daydream se caracteriza por flores con un anillo interior rosa sobre fondo blanco.
- Seashells tiene pétalos claviformes.

## Taxonomía
Cosmos bipinnatus fue descrita por Antonio José de Cavanilles y publicado en Icones et Descriptiones Plantarum 1(1): 10, pl. 14. 1791.
Sinonimia
- Bidens bipinnata Baill.
- Bidens formosa (Bonato) Sch.Bip.
- Bidens lindleyi Sch.Bip.
- Coreopsis formosa Bonato ex Pritz.
- Cosmea bipinnata Willd.
- Cosmea tenuifolia Lindl. ex Heynh.
- Cosmea tenuifolia (Lindl.) J.W.Loudon
- Cosmos formosa Bonato
- Cosmos hybridus Auct.
- Cosmos spectabilis Auct.
- Cosmos tenuifolia Lindl.
- Georgia bipinnata (Cav.) Spreng.[2]